# Naravarikuppam
Naravarikuppam là một thị xã của quận Thiruvallur thuộc bang Tamil Nadu, Ấn Độ.

## Địa lý
Naravarikuppam có vị trí 13°12′B 80°10′Đ / 13,2°B 80,17°Đ Nó có độ cao trung bình là 13 mét (42 feet).

## Nhân khẩu
Theo điều tra dân số năm 2001 của Ấn Độ, Naravarikuppam có dân số 18.327 người. Phái nam chiếm 51% tổng số dân và phái nữ chiếm 49%. Naravarikuppam có tỷ lệ 75% biết đọc biết viết, cao hơn tỷ lệ trung bình toàn quốc là 59,5%: tỷ lệ cho phái nam là 81%, và tỷ lệ cho phái nữ là 69%. Tại Naravarikuppam, 12% dân số nhỏ hơn 6 tuổi.